# Контейнерний термінал

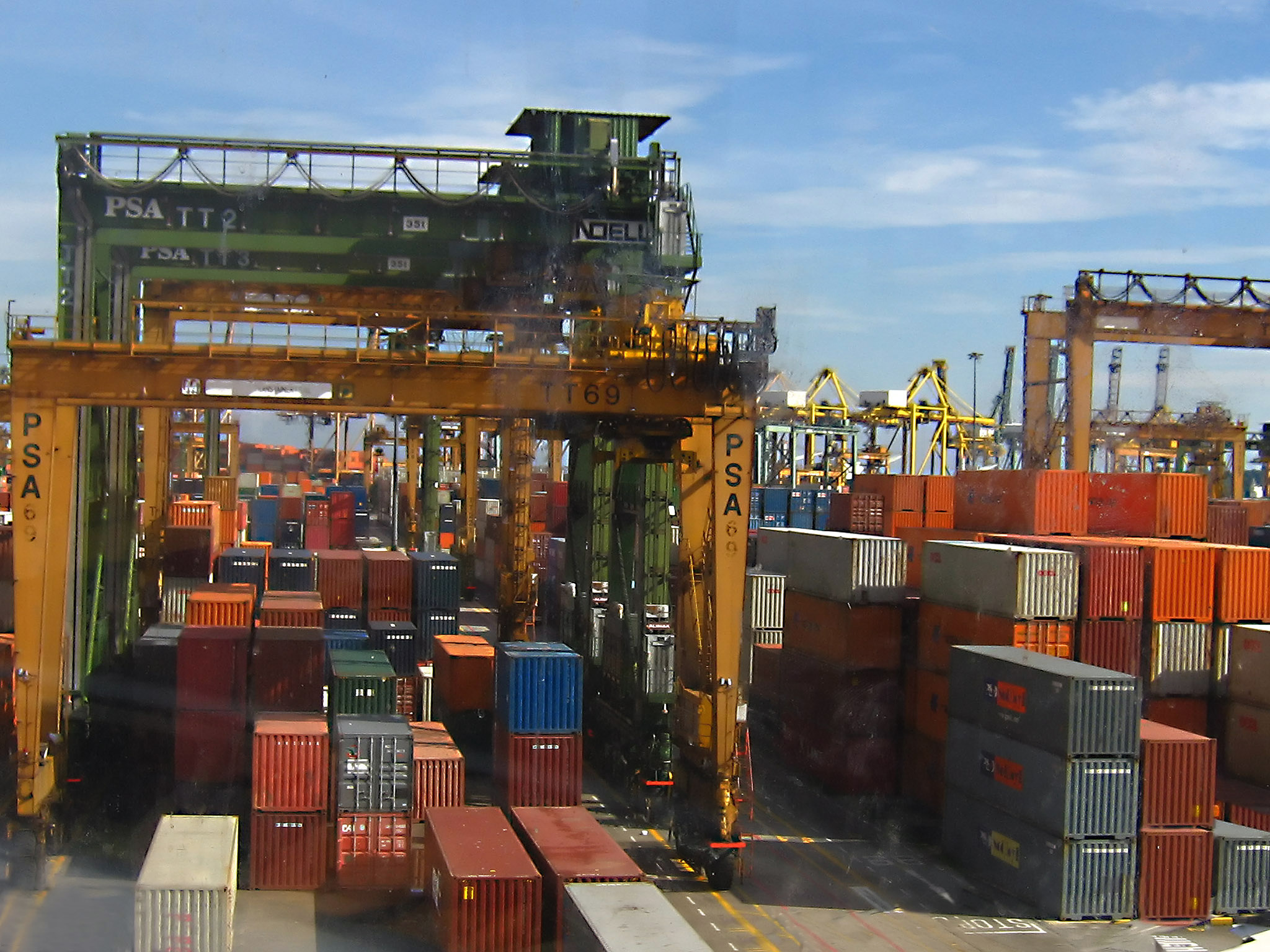
Стеки контейнерів на контейнерному терміналі Keppel в Сінгапурі

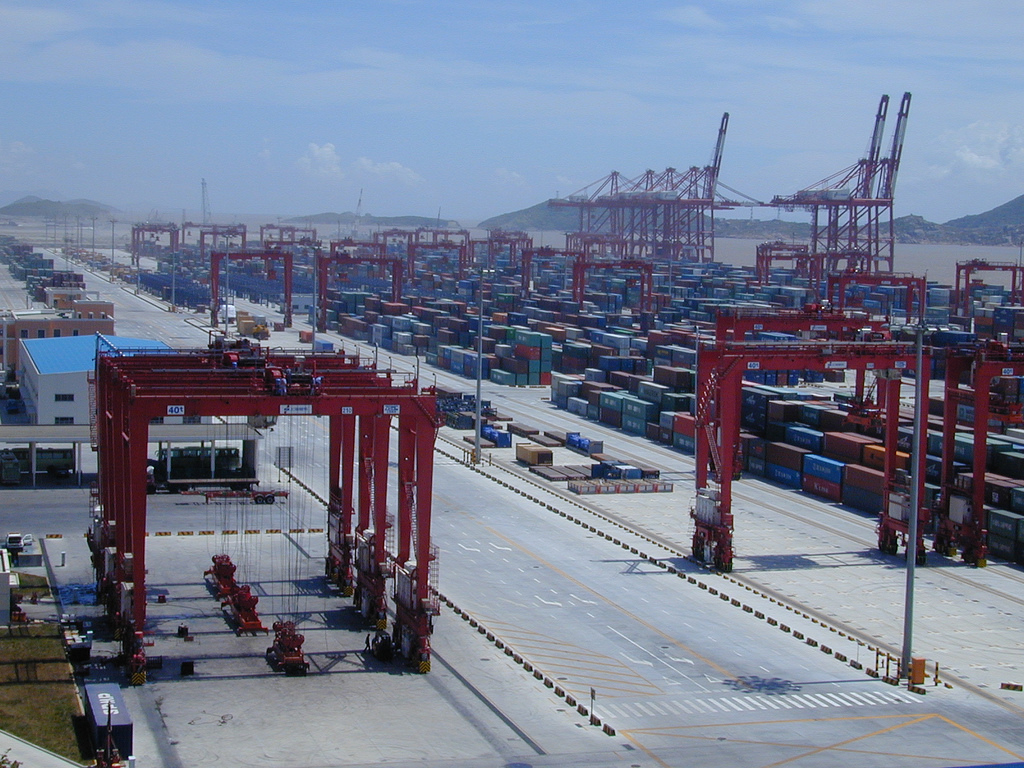
Порт Шанхая є найзавантаженішим у світі морським контейнерним портом.

Контейнерний порт або контейнерний термінал — це об'єкт, де вантажні контейнери перевантажуються між різними транспортними засобами для подальшого транспортування. Перевалка може здійснюватися між контейнеровозами та наземними транспортними засобами, наприклад, потягами або вантажівками, і в цьому випадку термінал описується як морський контейнерний порт. В якості альтернативи, перевантаження може здійснюватися між наземними транспортними засобами, як правило, між поїздом і вантажівкою, і в цьому випадку термінал описується як внутрішній контейнерний порт.
У листопаді 1932 року компанією Pennsylvania Railroad в Енолі, штат Пенсільванія, був відкритий перший у світі внутрішній контейнерний порт.
Морський термінал Порт Ньюарк – Елізабет на затоці Ньюарк в порту Нью-Йорк і Нью-Джерсі вважається першим у світі морським контейнерним портом. 26 квітня 1956 року Ideal X був підготовлений для експерименту з використанням стандартизованих вантажних контейнерів, які були складені, а потім вивантажені на сумісне шасі вантажівки в Порт-Ньюарку. Концепція була розроблена компанією McLean Trucking Company. 15 серпня 1962 року портове управління Нью-Йорка та Нью-Джерсі відкрило перший у світі контейнерний порт Elizabeth Marine Terminal.
Морські контейнерні порти, як правило, є частиною більшого порту, а найбільші морські контейнерні порти можна знайти поблизу великих гаваней. Внутрішні контейнерні порти, як правило, розташовані у великих містах або поблизу них, з хорошим залізничним сполученням із морськими контейнерними портами.
Зазвичай вантаж, який прибуває в контейнерний порт на одному судні, розподіляється кількома видами транспорту для доставки внутрішнім клієнтам. За словами менеджера з порту Роттердама, це може бути досить типовим способом розподілу вантажу великого контейнеровозу на 18 000 TEU на 19 контейнерних поїздів (74 TEU кожен), 32 баржі (97 TEU кожна) і 1560 вантажівок (1,6 TEU кожен, у середньому). Наступний контейнерний термінал у квітні 2015 року, такий як APM Terminal Maasvlakte II, який адаптує передову технологію дистанційно керованих козлових кранів STS та концепції стійкості, відновлюваної енергії та нульових викидів вуглекислого газу.
Як морські, так і внутрішні контейнерні порти зазвичай забезпечують приміщення для зберігання як навантажених, так і порожніх контейнерів. Завантажені контейнери зберігаються протягом відносно короткого періоду, поки очікують подальшого транспортування, тоді як невивантажені контейнери можуть зберігатися протягом більш тривалого періоду в очікуванні наступного використання. Контейнери зазвичай складаються для зберігання, і отримані сховища відомі як контейнерні стеки.
За останні роки методологічні досягнення щодо операцій контейнерного порту значно покращилися, наприклад, процес проектування контейнерного порту. Для детального опису та повного списку літератури дивіться, наприклад, літературу з дослідження операцій.

## Див. також

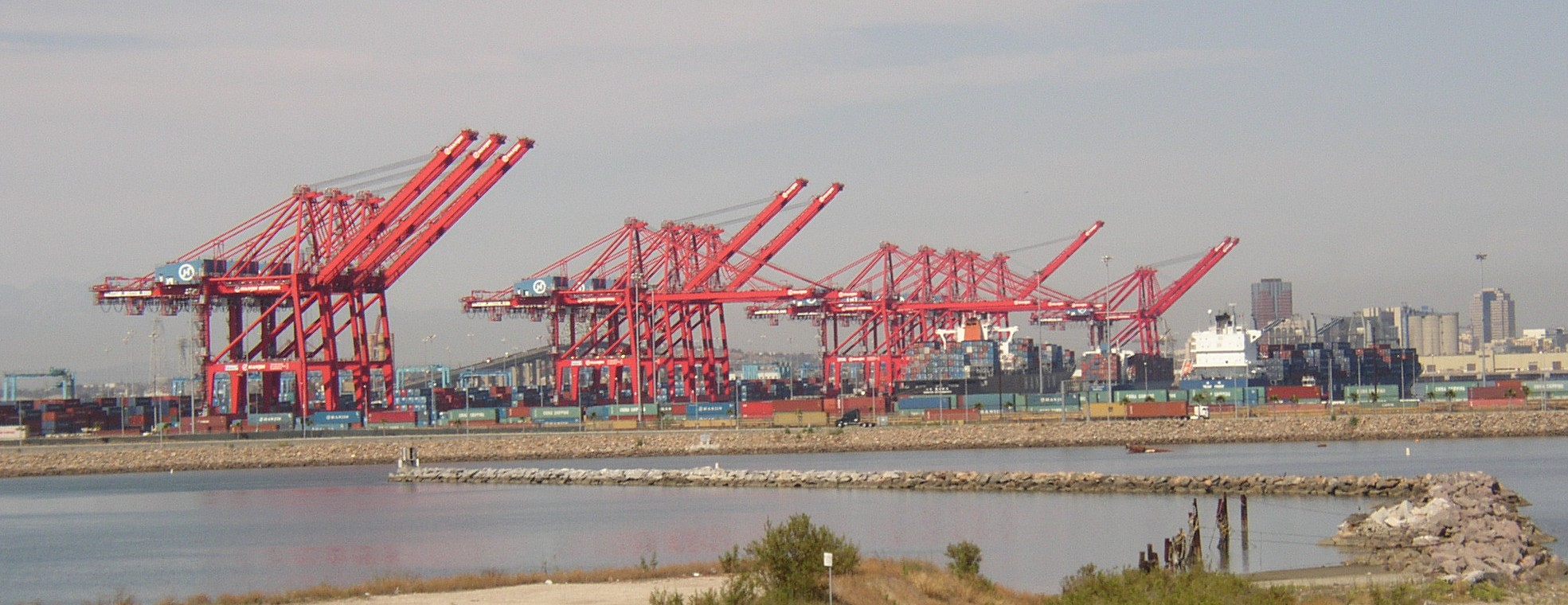
Контейнерний термінал Pier T в Лонг-Біч, Каліфорнія, США з інтермодальною залізницею на передньому плані та козловими кранами позаду